# Eszperantó Világszövetség
Eszperantó Világszövetség /röv.: EV/ (eszperantóul: Universala Esperanto-Asocio /röv.: UEA/, angolul: Universal Esperanto Association) a legnagyobb nemzetközi eszperantó szervezet, 5501 individuális taggal 121 országból és 9215 a nemzeti szervezeteken keresztül. A szervezet alapítója Hector Hodler.

## Története
1907 végén Hector Hodler és néhány eszperantista szervezetet kezdtek létrehozni az eszperantó nyelv gyakorlati szolgáltatásainak népszerűsítésére. 1908. április 28.-án elegendő támogatottságot láttak az Eszperantó Világszövetség (EV) megalapításához, így ezt a napot ma az EV születésnapjának tekintik.
Fontos vita volt az EV és a tagországok között abban a kérdésben, hogy kik képviseljék a mozgalmat, és kinek kell fizetnie és döntenie az eszperantó mozgalom ügyeiről, feladatairól. Az 1922-es helsinki rendszer után az 1933-as kölni megállapodásban végül a következő kompromisszum született: az EV lesz az eszperantó mozgalom legfelsőbb szerve, de az EV bizottságának tagjait a tagországok küldöttjei alkotják.
Mivel a volt elnök, Eduard Stettler és Hans Jakob volt igazgató a gyarmati kompromisszum ellen volt, az eszperantó mozgalom szakadása 1936-ban megtörtént: a legtöbb vezető, tag és nemzeti egyesület elhagyta az EV-t, és az újonnan alapított Nemzetközi Eszperantó Ligához (NEL) csatlakoztak. A maradványt Genfi EV-nek hívták. 1947-ben a Genfi EV és az NEL egyesült egy úgynevezett egyesített EV-gé. A jelenlegi EV jogilag az 1947-es új EV, az új EV Alapszabályát 1980-ban vették nyilvántartásba.

## Céljai
- az eszperantó nemzetközi nyelv használatának népszerűsítése
- a nemzetközi kapcsolatok nyelvi problémájának megoldása és a nemzetközi kommunikáció könnyítése
- az emberiség lelki, anyagi viszonyainak segítése, függetlenül nemzetiségi, faji, nemi, vallási, politikai vagy nyelvi megkülönböztetéstől
- elősegíteni tagjai között a szolidaritás erős érzését, és kialakítani bennük a többi népek iránti megértést és megbecsülést

## Tagjai
A szövetségnek a tagjai részben egyéni tagok, részben az egyes országok eszperantó szövetségei. 2010-ben 5288 egyéni tagja volt 120 országból. 70 ország a nemzeti eszperantista szervezeten keresztül képviselteti magát. Ilyen nemzeti szervezetek például az Albana Esperanto-Asocio (2013 óta), Aŭstria Esperanto-Federacio, Ĉeĥa Esperanto-Asocio, Esperanto-Asocio de Rumanio (1995 óta), Esperanto-Ligo de Bosnio kaj Hercegovino (1992 óta), Latvia Esperanto-Asocio (1989 óta), Slovakia Esperanta Federacio.

## Szolgáltatásai

### Kiadványok készítése
- Jarlibro de UEA - az Eszperantó Világszövetség Évkönyvének kiadása
- Revuo Esperanto - az Eszperantó Világszövetség hivatalos lapja
- Kontakto (revuo) újság kiadása
- TEJO-aktuale újság kiadása
- Gazetaraj Komunikoj de UEA - az Eszperantó Világszövetség sajtó beszámolói

### Könyvszolgálat
- Libroservo de UEA - az Eszperantó Világszövetség könyvszolgálata
- Elŝultelbaj libroj de UEA - az Eszperantó Világszövetség elektronikus könyvszolgálata
- Libroservo de Esperanto - Eszperantó könyvszolgálat

## Fordítás
- Ez a szócikk részben vagy egészben  az   Universala Esperanto-Asocio című eszperantó Wikipédia-szócikk ezen változatának fordításán alapul.  Az eredeti cikk szerkesztőit annak laptörténete sorolja fel. Ez a jelzés csupán a megfogalmazás eredetét és a szerzői jogokat jelzi, nem szolgál a cikkben szereplő információk forrásmegjelöléseként.